# Fronte Unito Nazionale di Kampuchea
Il Fronte Unito Nazionale di Kampuchea (francese: Front uni national du Kampuchéa,abbreviato: FUNK) in (khmer: រណសិរ្សរួបរួមជាតិកម្ពុជា,ronsersa ruobruom cheate Kampouchea) è stata un'organizzazione politica cambogiana fondata dal deposto Re di Cambogia Norodom Sihanouk nel 1970, mentre si trovava in esilio a Pechino.

## Storia
Il fronte era inteso per essere un'organizzazione ombrello di forze che si opponevano al regime filo-statunitense del generale Lon Nol, però la principale forza militare del fronte era composta dai Khmer rossi del Partito Comunista di Kampuchea. Vi erano anche due distinte fazioni che partecipavano all'insurrezione i realisti sihanoukisti dei Khmer Rumdo, che non detenevano alcun reale potere politico nel fronte e i quadri filo-nordvietnamiti dei Khmer Issarak.
i territori controllati dal fronte erano amministrati dal Governo reale d'unità nazionale di Kampuchea (GRUNK). Il governo aveva sede a Pechino. Sihanouk rimaneva il capo di Stato di tale governo, Penn Nouth era il primo ministro, Khieu Samphan era vice-primo ministro, ministro della difesa e comandante in capo delle forze del GRUNK. La possibilità di sfruttamento delle masse contadine tradizionalmente fedeli ai monarchi cambogiani concorse a riempire le file dei Khmer rossi. La Repubblica Popolare Cinese, l'URSS e il Vietnam del Nord sostennero il governo reale; nonostante ciò il Vietnam del Nord dal 1971, quando i Khmer rossi iniziarono a consolidare le loro posizioni, iniziò a mantenere una posizione più filo-sihanoukista. Il deposto re rimase una figura chiave del fronte e capo di Stato fino alla vittoria dei Khmer rossi su Lon Nol nel 1975.

## Comitato centrale del FUNK
Al 5 maggio 1970, i membri dell'Ufficio politico del FUNK erano:
- Presidente: Penn Nouth
- Membri dell'Ufficio politico
- Chau Seng (Khmer rossi)
- Hu Nim (Khmer rossi)
- Maggior gen. Duong Sam Ol (Regio esercito cambogiano)
- Huot Sambath
- Chan Youran
- Khieu Samphan (Khmer rossi)
- Chea San
- Sarin Chhak
- Hou Yuon (Khmer rossi)
- Thiounn Mumm